# Matelea gonoloboides
Matelea gonoloboides là một loài thực vật có hoa trong họ La bố ma. Loài này được (B.L. Rob. & Greenm.) Woodson mô tả khoa học đầu tiên năm 1941.